# 완자이

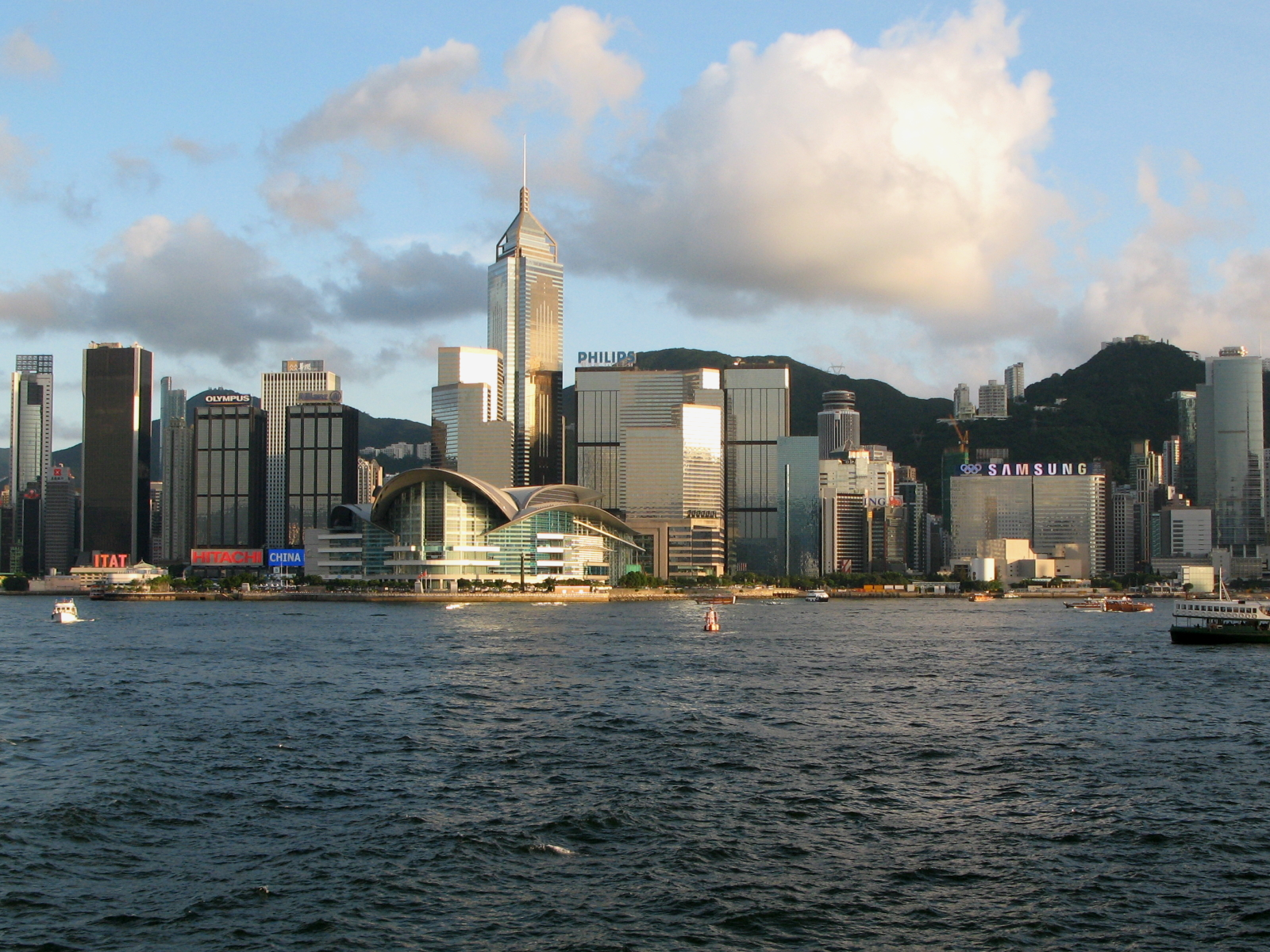
빅토리아 항에서 본 완자이

완자이의 위치

완자이의 해안선 변화 (1842~1997)

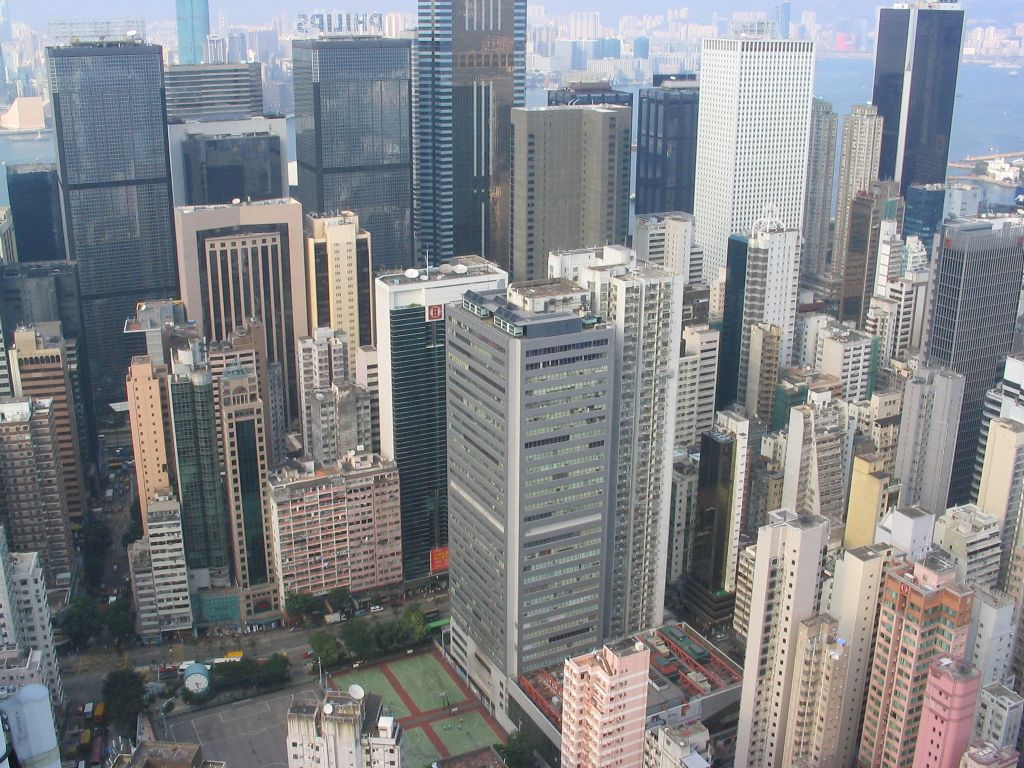
완자이의 고층빌딩 숲

완자이 혹은 완짜이(중국어: 灣仔, 병음: Wān zǐ 완쯔[*], 영어: Wan Chai)는 홍콩섬 중심부의, 상업, 주택, 관청가이다. 홍콩 18구 중에서는 가장 평균소득 수준이 높은 완자이 구에 속한다. 업무가인 중완, 상업지구인 코즈웨이베이에 끼어 있는 지구이다.
홍콩의 출입 사무를 담당하는 입경사무대루(入境事務大楼)가 완쯔에 있다. 이 외에 경찰 본부·세무 당국 등, 인접하는 중완과 함께 홍콩의 정치의 중추가 많이 완쯔에 모여 있다.
또한 홍콩 컨벤션 센터가 이곳에 있다. 거북이의 등껍질을 형상화 한 건물이 바다를 향해 돌출해 서있다.
지금 간선도로의 지위는 헤네시 길(軒尼詩道)나 글로스터 길(告士打道) 등이 대신하고 있지만, 예부터의 간선도로인 퀸스로드 이스트(皇后大道東)나 트램이 지나고 있는 존스턴 길(莊士敦道) 가에는 홍콩 특유의 어수선한 상점가, 주택가가 펼쳐진다. 이곳은 길에 좁은 천막이 쳐지고 시장이 서, 많은 사람으로 떠들썩하다.
또 고지대의 산에는 고급 주택지가 펼쳐져 있다. 이들은 완쯔의 평균 소득을 끌어 올리고 있다.
교통은 홍콩 지하철 공도 선의 역이 있는 것 외에 트램이나 버스, 주룽에서부터 짐사저이, 훙칸 등으로의 페리 편이 있다.

## 같이 보기
- 완자이구
- 홍콩 컨벤션 센터